# Jussiaea
Jussiaea  es un género de plantas con flores con unas 200 especies perteneciente a la familia  Onagraceae.

## Especies seleccionadas
- Jussiaea abyssinica
- Jussiaea acuminata
- Jussiaea adscendens
- Jussiaea affinis
- Jussiaea africana
- Jussiaea anastomosans'
- Jussiaea angustifolia
- Jussiaea biacuminata
- Jussiaea bonariensis
- Jussiaea brachycarpa